# Cypressväxter
Cypressväxter (Cupressaceae) är en familj barrväxter som omfattar träd eller buskar. Familjen innehåller cirka 30 släkten och 135 arter.
Arterna förekommer över hela världen med undantag av Antarktis. Särskilt rikt på arter är Kina. Cypressväxter planteras ofta i parker och trädgårdar.
Beroende på art är familjens medlemmar lövfällande eller städsegröna. Barken har ofta en rödbrun eller grå färg. Kottarna är vanligen runda.

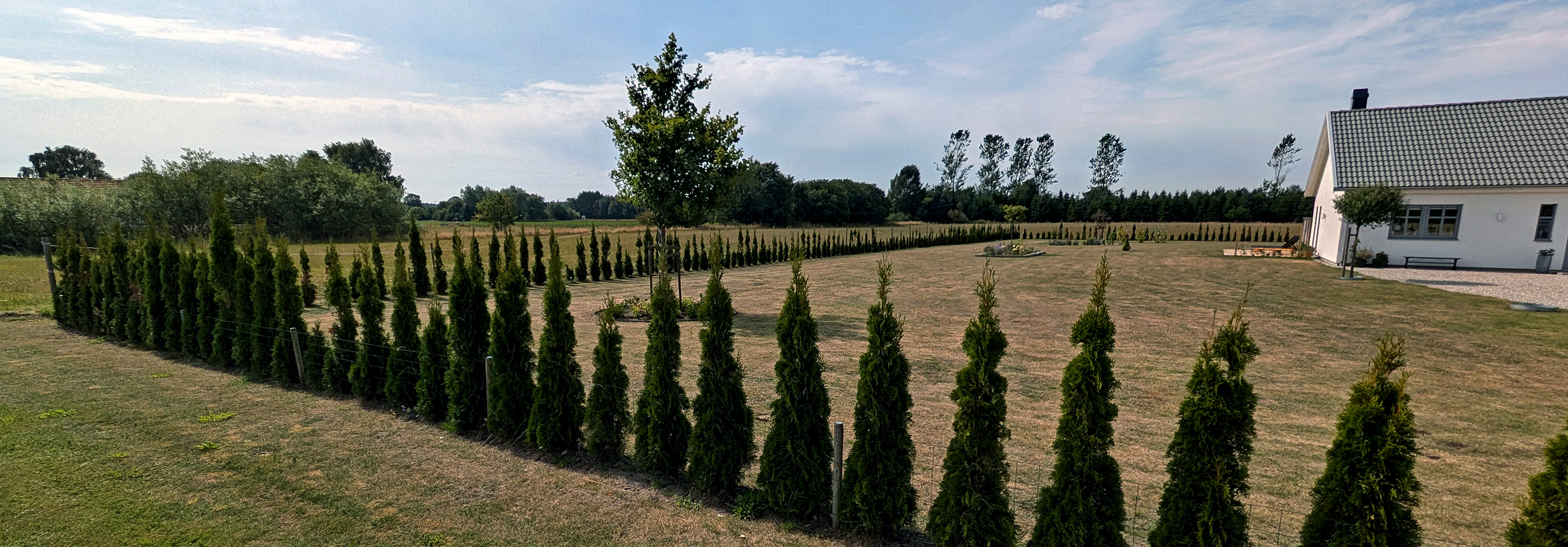
En trädgård med en tämligen nyplanterad Cypresshäck.